# Chrysopa aurea
Chrysopa aurea är en insektsart som beskrevs av Douglas E. Kimmins 1951. Chrysopa aurea ingår i släktet Chrysopa och familjen guldögonsländor. Inga underarter finns listade i Catalogue of Life.